# 阿克倫號飛船
阿克倫號飛船（USS Akron ZRS-4）是美國海軍建造和營運的硬式飛船，是同級艦的首舰，該飛船於1931年9月至1933年4月期間營運，被設計用於偵察，充當空中航空母艦使用，搭載了可在飛行中發射回收的F9C戰鬥機。阿克倫號和她的姊妹船梅肯號飛船總長達785英尺（239公尺），是有史以來最大的飛行物體之一。儘管興登堡號飛船和齊柏林伯爵II號飛船的長度稍大，約為18英尺（5.5米），但這兩艘德國飛艇為裝載氫氣，使得兩艘美國海軍飛艇保持著歷史上最大氦氣飛行物體的世界紀錄。
1933年4月4日早晨，阿克倫號在新澤西州海岸的一場雷暴中被摧毀，造成76名船員和乘客中的73人喪生。這次事故是歷史上所有飛艇事故中傷亡最慘重的一次。

## 建設

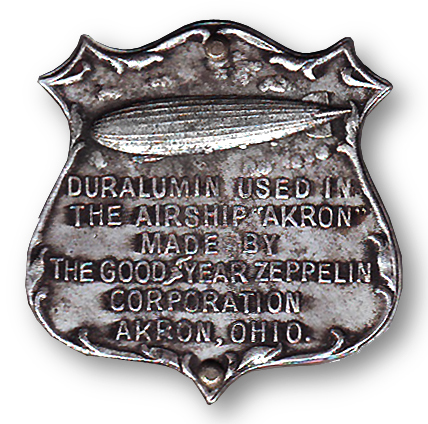
建造阿克倫號框架的硬鋁樣品。

阿克倫號「ZRS-4」的建造於1929年10月31日在俄亥俄州阿克倫的固特異飛船廠由固特異齊柏林公司公司開始。由於它比以前在美國建造的任何飛船都要大，因此建造了一個特別的飛船棚。首席設計師卡爾·阿恩斯坦和一支經驗豐富的德國飛船工程師團隊指導並支持阿克倫號和梅肯號的設計和建造。
1929年11月7日，美國海軍航空局局長、海軍少將威廉·A·莫菲特將「金鉚釘」敲入了阿克倫號的主要環圈。船體部分的裝配於1930年3月開始。海軍部長查爾斯·弗朗西斯·亞當斯選擇了以飛船建造地附近的城市阿克倫命名該飛船，並於1930年5月由海軍助理部長厄內斯特·李·詹克宣布。1931年8月8日，阿克倫號飛船下水（從飛船棚地面浮起），並由美國總統赫伯特·克拉克·胡佛的夫人、第一夫人卢·亨利·胡佛為其命名。:33
阿克倫號的首次飛行於9月23日下午在克利夫蘭附近進行，海軍部長亞當斯和海軍少將莫菲特當時在飛船上。這艘飛船進行了十次試飛，其中包括一段長達2,000英里（3,200公里）的飛行，飛行了48小時到聖路易斯、芝加哥和密尔沃基。10月21日，阿克倫號離開固特異齊柏林飛船廠前往桑尼維爾海軍航空站（NAS），由查爾斯·E·羅森達爾中校指揮，次日抵達。在1931年10月27日的海军节，阿克倫號正式作為海軍船隻服役。:37–43
完工後，阿克倫號和麥肯號（尚在建造中）被視為潛在的「飛行航空母艦」，負責運載用於偵察的附屬寄生機。

## 技術描述
以下是根據休·艾倫所著的《飛船的故事》一書整理出的資料。
一般特徵
- 船員數量：60人
- 長度：785英尺（239米）
- 直徑：132英尺11英寸（40米）
- 高度：146.5英尺（44.7米）
- 容積：6,500,000立方英尺（180,000立方米）
- 總重量：403,000磅（182,798公斤）
- 有效升力：182,000磅（83,000公斤）
- 動力裝置：8台馬巴赫VL II 60度V12水冷引擎，每台功率為560馬力（420千瓦）
- 螺旋槳：2片式定距可旋轉木質螺旋槳

性能
- 最高速度：73節（84英里/小時，135公里/小時）
- 巡航速度：43節（50英里/小時，80公里/小時）
- 航程：9,190海里（10,580英里，17,030公里），速度為50英里/小時（80公里/小時）

武器
- 槍械：8把.30口徑機槍

### 骨架

梅肯號飛船的設計細節
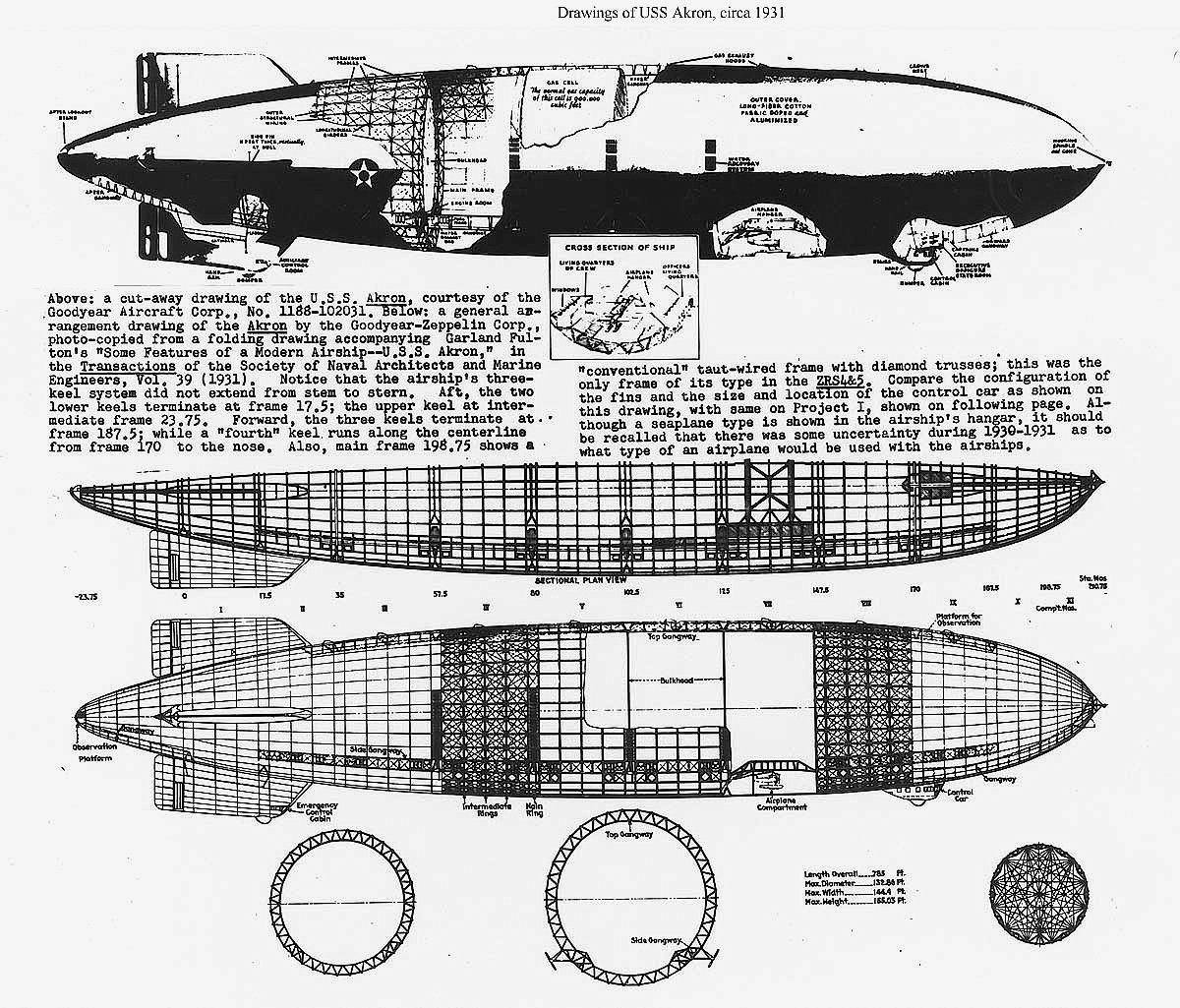
阿克倫號飛船的設計圖
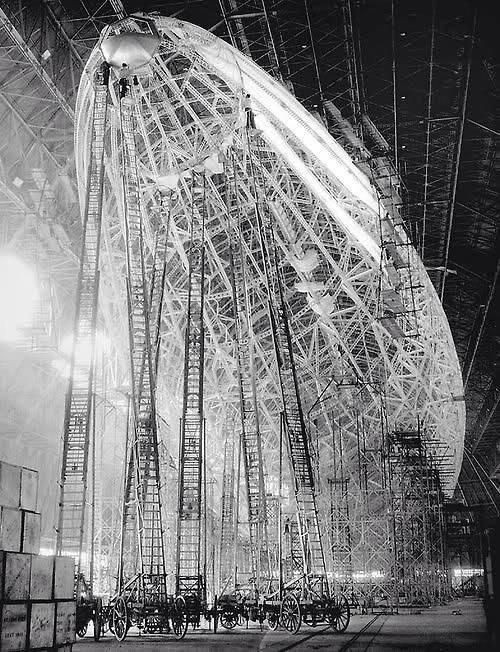
阿克倫號的骨架結構
安裝氣體之前飛船內部船體的照片
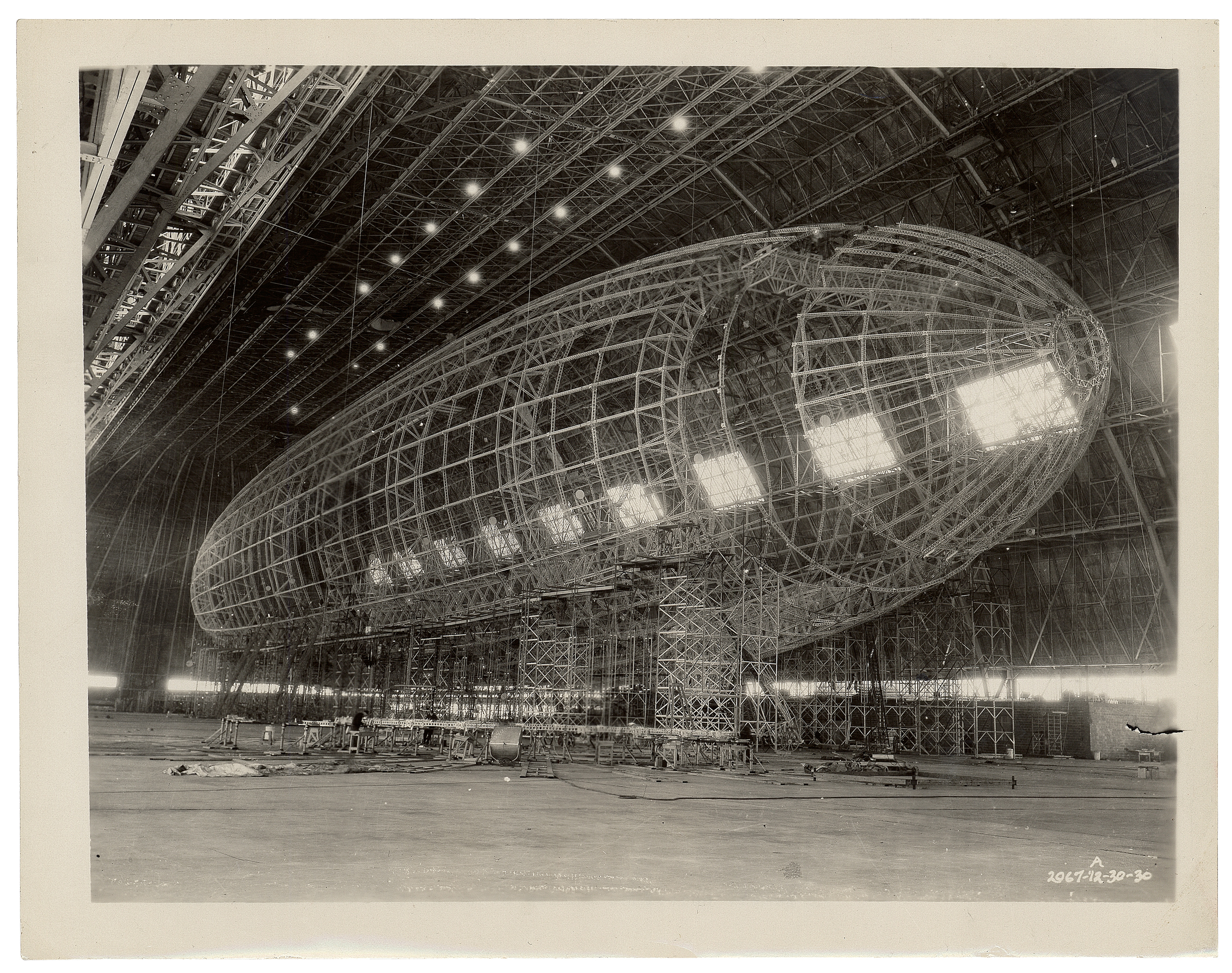
正在進行框架連接的阿克倫號機頭
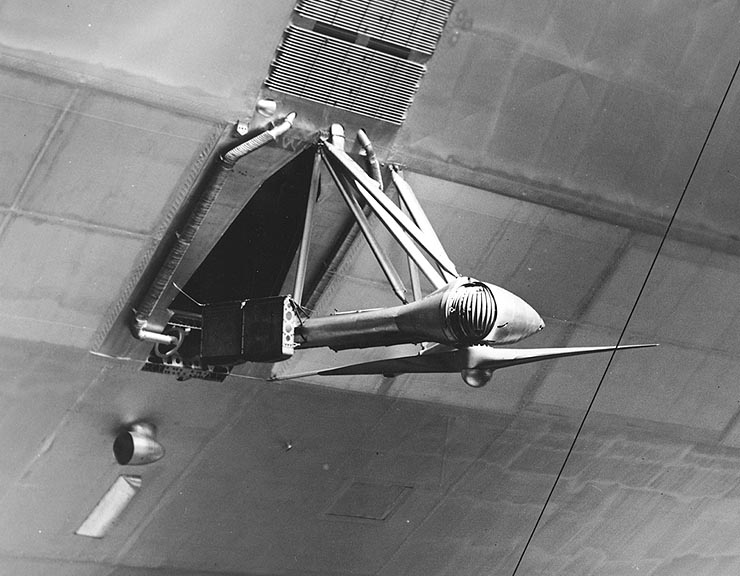
阿克倫號的螺旋槳。

阿克倫號的骨架採用了新型輕質合金17-SRT杜拉鋁製成。相較於傳統的齊柏林飛船設計，該框架引入了一些新特點。與單一的菱形桁架結構和放射狀鋼絲支架不同，飛船的主要環不是單一的菱形桁架結構與放射狀鋼絲支架，而是自支撐的深框架：三角形的沃倫桁架「彎曲」成環狀。相對於傳統結構來說，深框架的重量較重，但其強度更大，對於海軍來說具有顯著的吸引力，尤其是在早期的常規飛船R38級飛艇/ZR-2和ZR-1謝南多厄號的空中解體事故後。這些框架的固有強度使得首席設計師卡爾·阿恩斯坦無需使用齊柏林飛船用於支撐其飛船鰭片的內部十字形結構。相反，阿克倫號的鰭片是懸臂式的：完全外部安裝在主結構上。
齊柏林伯爵號、齊柏林伯爵II號和興登堡號沿船體中心線使用一條輔助軸龍骨。然而阿克倫號則使用了三條龍骨，一條沿著船體上方，一條位於兩側，從下方中心線向上45度延伸。每條龍骨提供了貫穿整艘船的大部分的步行通道。電線和電話線、控制電纜、110個燃料箱、44個水壓載袋、8間機艙、引擎、傳動系統和水回收設備沿著下方的龍骨佈置。為了改善流線型設計，使用惰性氣體氦氣代替易燃的氫氣，使得引擎可以安全地放置在船體內。發電機室位於第7機艙的前方，配有兩台西屋直流發電機，由30馬力的內燃機引擎驅動。:36,187–197
飛船的主要環架間距為22.5公尺（74英尺），每對環架之間都有三個輕質結構的中間環架。根據慣例，飛船上的「站點編號」從舵桿的零點測量，正值在前負值在後。因此，尾部的尖端位於-23.75站點，而機首的繫留軸位於210.75站點。每個環架形成一個有36個角的多邊形，這些環架（及其相關的縱向桁架）從1號（位於底部中心）到18號（位於頂部中心）分為左舷和右舷。因此，船體上的位置可以被描述為如：「6號左舷位於102.5站點」（1號機房）。

### 氣囊與發動機

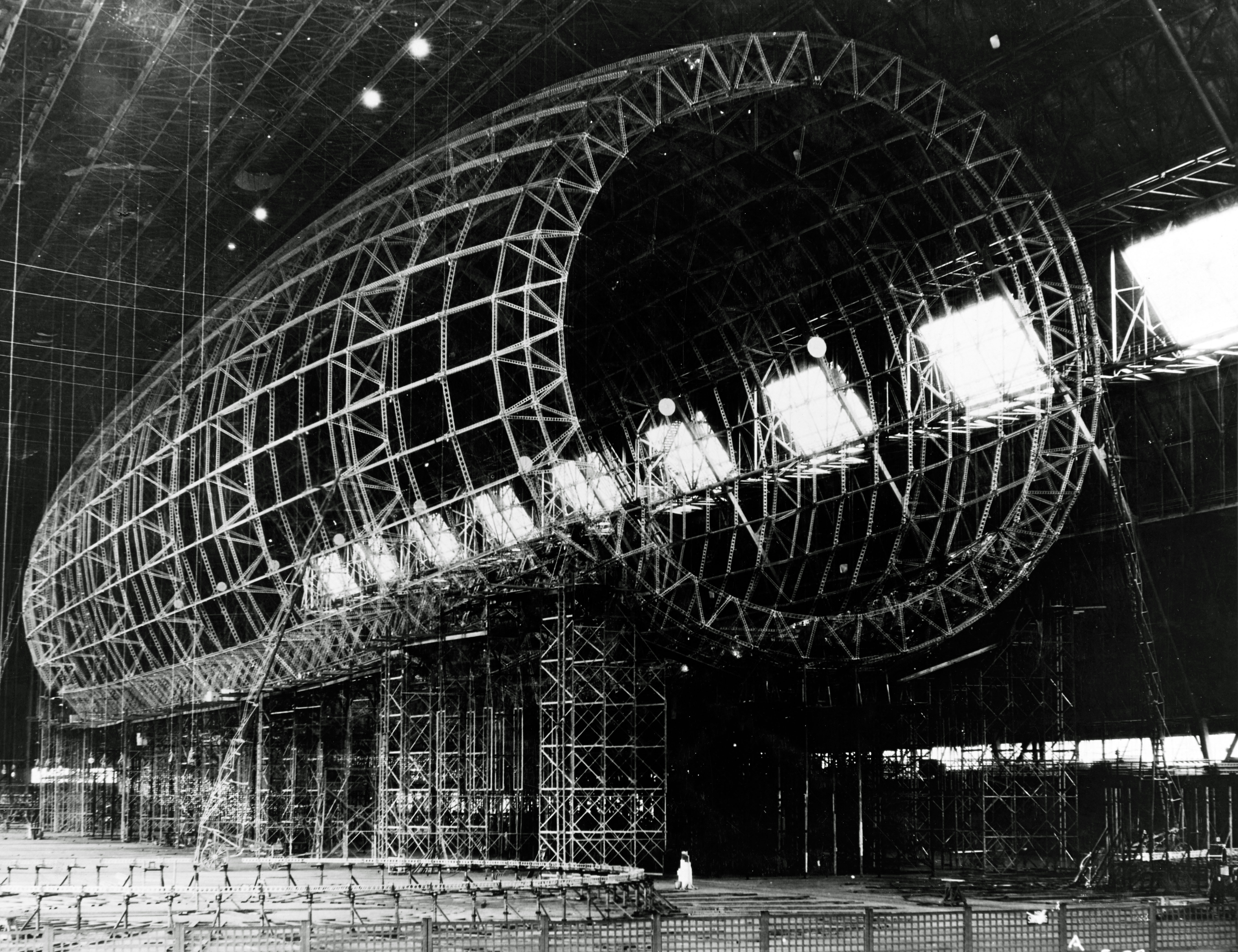
1930年11月，俄亥俄州阿克倫的固特異機場正在興建中的阿克倫號。

德國、法國和英國使用金箔皮紙來密封其氣囊，但阿克倫號使用了固特异生產的明膠乳胶織物，這種材料雖重，但成本更低且更耐用。半數氣袋則採用一種實驗性，基於棉花的面料，浸透的「明膠-乳膠化合物」。這種材料比橡膠棉更昂貴，但比金箔皮紙更輕。這種材料取得了很大的成功，因此麥肯號的所有氣袋都是用這種材料製成的。 有12個氣囊，編號從0到XI，使用羅馬數字，從尾部開始編號。雖然船體的“空氣體積”為7,401,260立方英尺（209,580立方米），但氣囊的總體積在100%填充時為6,850,000立方英尺（194,000立方米）。在正常95%充滿標準純度氦氣時，6,500,000立方英尺（180,000立方米）的氣體可以產生403,000磅（183,000公斤）的總提升力。鑑於結構的自重為242,356磅（109,931公斤），這樣就提供了160,644磅（72,867公斤）的實用提升力，可用於燃料、潤滑油、壓載物、船員、供應品和軍事負載（包括空鉤飛機）。
船體內部安裝了八台邁巴赫VLII560馬力（420千瓦）的汽油引擎。每台發動機通過傳動軸和傾斜齒輪帶動一個直徑16英尺4英寸（4.98米）的兩片葉片定距木質螺旋槳，這使得螺旋槳可以從垂直平面轉動到水平平面。由於發動機的反轉能力，這使得推力可以向前、向後、向上或向下施加。每一側的四個螺旋槳是反向旋轉的，螺旋槳的旋轉方向與其前方的一個相反。
因此，設計師們似乎知道前方螺旋槳受到干擾的空氣中運行螺旋槳並不理想。儘管其他飛船的外部發動機艙允許推力線錯開排列，但將每一側的四個機房都放置在下方龍骨上，導致阿克倫號的螺旋槳都排成一條線。這在實際使用中造成了問題，因為它引起了相當大的震動，尤其是當緊急控制位置位於下方鰭片時，這一問題就顯得尤為突出。1933年，阿克倫號的兩個螺旋槳被更先進、地面可調整的三片葉片金屬螺旋槳所取代。這些螺旋槳承諾了性能提升，並被作為梅肯號飛船的標準裝備。

### 外覆層
船體的外覆層由棉布製成的，經過四層透明和兩層含鋁素色素的纖維漆處理。整個外皮的面積為330,000平方英尺（31,000平方米），經處理後的重量為113,000磅（51,000千克）。
船體上突出的深色垂直條帶是冷凝器，用於從引擎的排氣中回收水以進行浮力補償壓載物。飛行中燃料消耗會不斷降低飛船的重量，同時氣體的溫度變化也會產生相似的效果。一般情況下，需要釋放昂貴的氦氣來進行補償，因此任何能夠避免這種情況發生的方法都是值得考慮的。雖然從理論上來說，這種水回收系統每消耗一磅燃料就可以產生一磅壓載水，但實際上要達到這種效果ㄉ並不容易。
阿克倫號可以攜帶高達20,700美制加侖（78,000升）的汽油（126,000磅（57,000千克）），這些汽油分布在船底龍骨的110個獨立油箱中，以保持飛船的平衡，使其在巡航速度下擁有5,940海里（6,840英里；11,000公里）的正常航程。理論上的最大壓載水容量為223,000磅（101,000千克）分布在44個袋子中，同樣沿著船體的長度分佈，但在起重時的正常壓載量為20,000磅（9,100千克）。飛船的核心是飛機機庫和吊掛系統。在控制艙後面的VII夾艙中，位於125和141.25桁架之間，設有一個可容納最多五架F9C戰鬥機的艙室。然而兩個結構桁架部分阻擋了阿克倫號最靠後的機庫艙，限制其容量為三架飛機（機庫每個前角各一架，吊掛上一架）。飛船失事時，正在等待改進以消除這一設計缺陷。

### 偵察機與吊艙

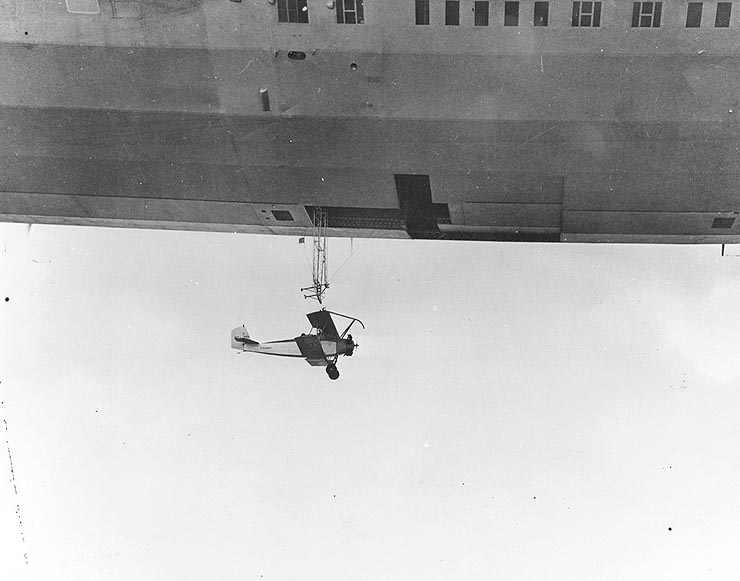
阿克倫號正在投放N2Y1飛機。

船隻的偵察機F9C戰鬥機最初並不認為是理想的選擇，因為它被設計為「傳統」航母戰鬥機。雖具有承受航母著陸的堅固結構，但該機向下的視野不太好，同時在最初缺乏有效的無線電。但是，阿克倫號的主要目的是遠程海軍偵察。實際需要一架穩定、快速、輕便、航程長的偵察機，在當時，並沒有一架飛機能像F9C一樣適合在飛船機庫內配置。
吊掛系統是飛船上的一項關鍵設備，它通過船底的T形門放低到氣流中。偵察機則通過位於其上翼上方的「空鉤」連接到橫梁上，駕駛員負責操縱偵察機並保持其發動機運轉。一旦偵察機啟動鉤子，它便可以脫離飛船。當返回時，駕駛員將飛機定位在吊掛下方並爬升，直到能夠將空鉤飛到橫梁上並自動鎖定。在此期間，吊掛和飛機被提升到機庫內，飛行員在通過門時關閉發動機。進入機庫後，飛機從吊掛轉移到滑車，通過頭頂的「單軌」系統將飛機推入機庫的四個角之一，進行補給和重新武裝。只有一個吊掛引起了兩個問題：它限制了飛機的發射和回收速度，任何吊掛的故障都會導致在空中偵察的飛機無處降落。解決方案是沿著船底的102.5站點固定裝設第二個吊掛，稱為「棲所」。到1933年，棲所已經裝設並投入使用。計劃中的三個棲所（位於57.5、80和147.5站點）從未被裝設。
阿克倫號重新啟用德國海軍齊柏林飛船在第一次世界大戰期間使用且最終被放棄的概念：間諜吊艙。這種吊艙類似於小型飛機機身，被懸掛在飛船下方，讓觀察員能在飛船保持隱藏在雲層上方的同時，為飛船提供「眼睛」以觀察雲層下方的情況，且可可以通過1000英尺長的電纜放低。觀察員則過電話與飛船進行溝通。然而，在1932年5月初唯一一次測試飛行時，進行測試的吊艙晃動得非常劇烈，甚至達到飛船赤道線的高度而危及到整艘飛船。雖然後來通過增加一個腹部穩定翼進行了改進，但間諜吊艙再此後再也沒有使用過。

### 翼鰭
在設計階段，海軍提出了對翼鰭進行修改的要求。他們考慮到讓下方的下翼鰭的底部從控制車上能看到將是一項有益的改進。這是源自於查爾斯·E·羅森達爾曾在控制室親眼目睹了齊柏林伯爵號在最後一程開始時從洛杉磯邁恩斯機場起飛時的猛烈起飛過程中，尾翼差點被高壓電線卡住，並遭遇出人意料但非常明顯的逆溫現象案例。
針對飛船的設計變更，還允許主控車與下翼鰭中的緊急控制位置之間的直接視線。控制車向後移動了8英尺（2.4米），所有翼鰭被縮短和加深。翼鰭的前沿根部不再與主要（深）桁架相吻合，而是最前面的連接點現在位於28.75桁架上的一個中間桁架。這實現所需的能見度，通過增加控制面積改善了低速操控性，並通過減少翼鰭連接點的數量簡化應力計算。
設計師和海軍檢查員（由經驗豐富的查爾斯·P·伯吉斯領導）對修訂後的應力計算完全滿意。然而，這種修改一直被大量批評為設計上的「固有缺陷」，並且通常被認為是導致阿克倫號姊妹船梅肯號損失的主要因素之一。兩艘飛船的建造總費用達到8,800,000美元（以1931年的美元計），其中阿克倫號佔了5,538,400美元。

## 服務歷史

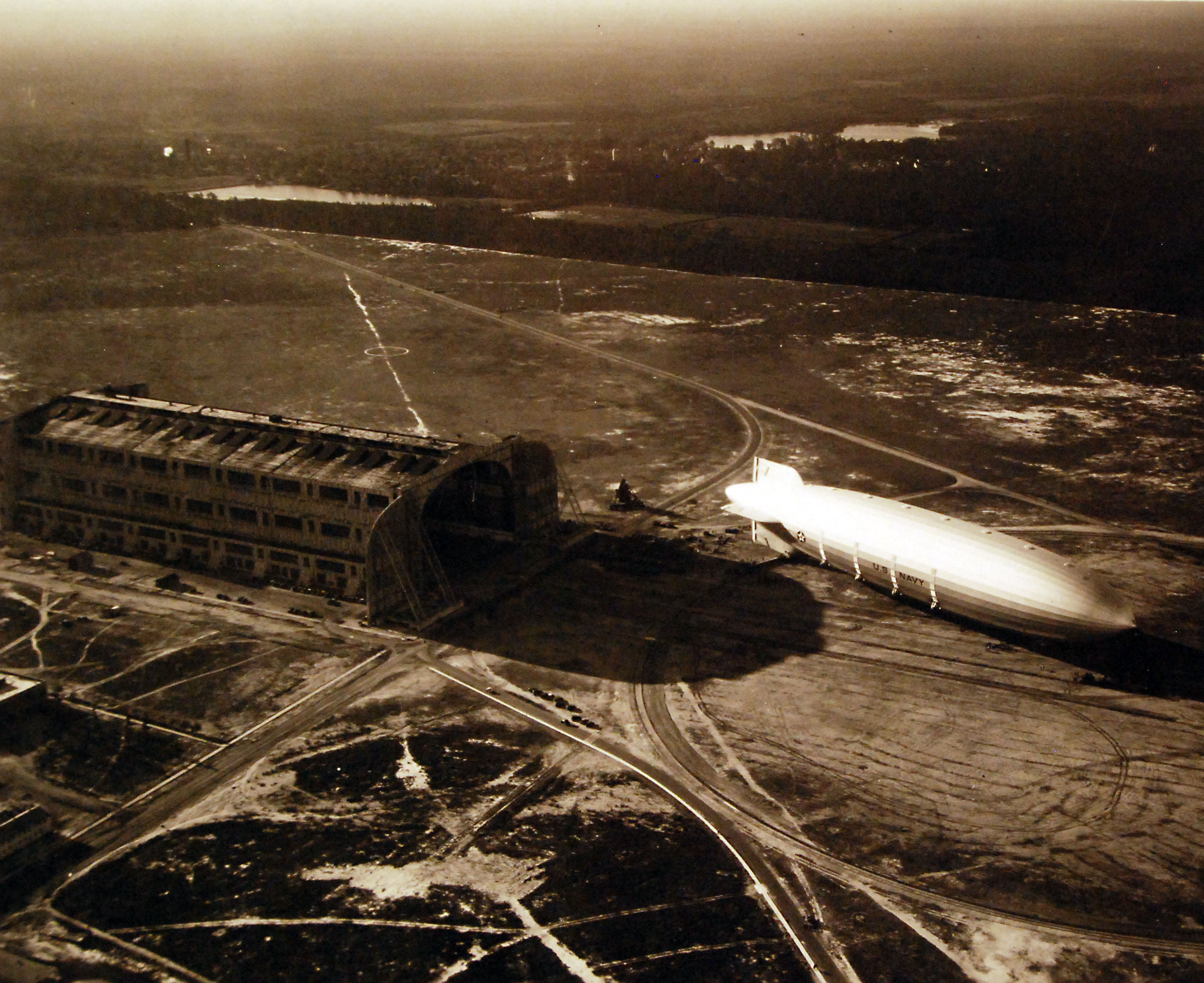
萊克赫斯特海軍航空站的阿克倫號，攝於1931年10月21日
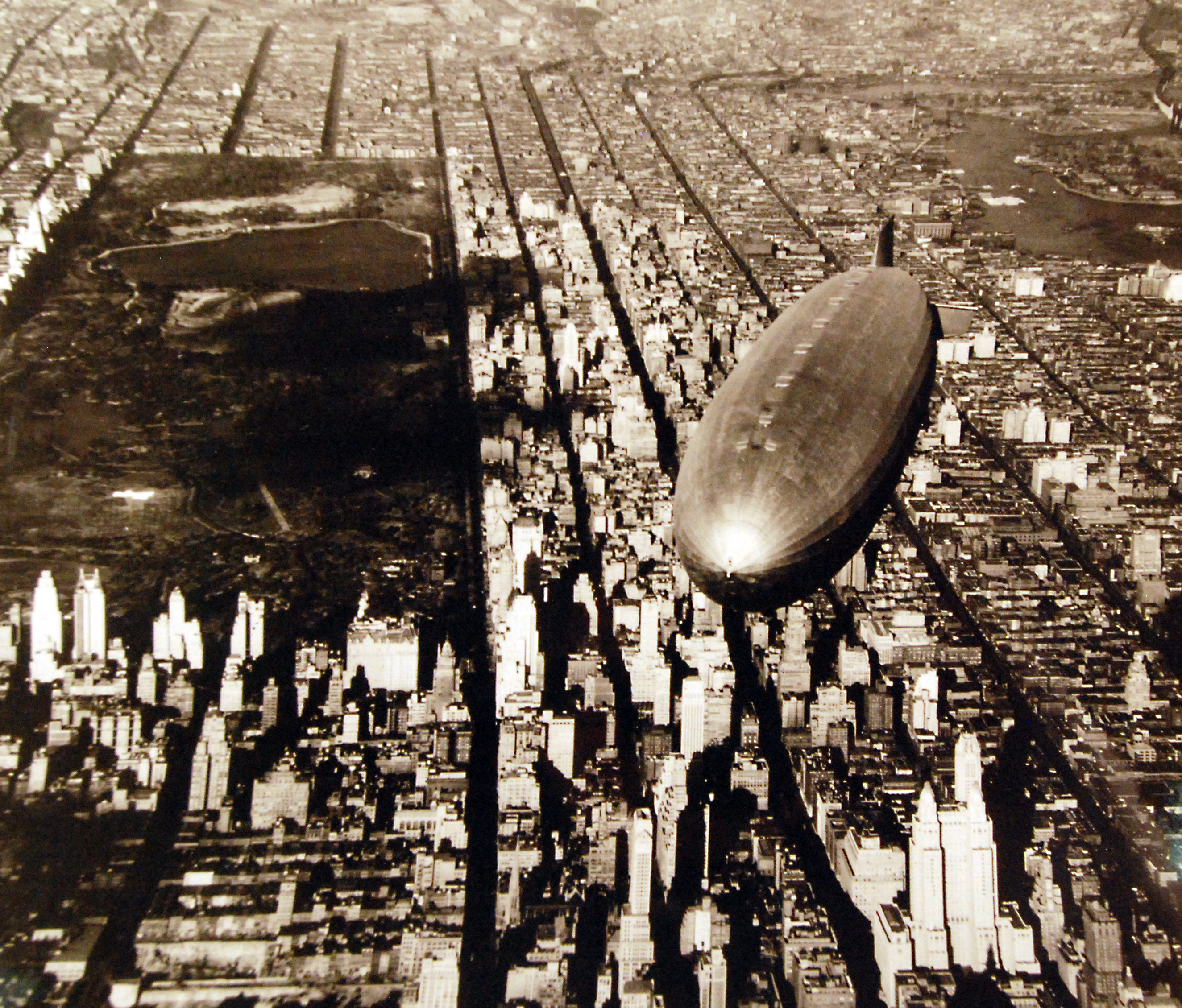
中央公園上空的阿克倫號
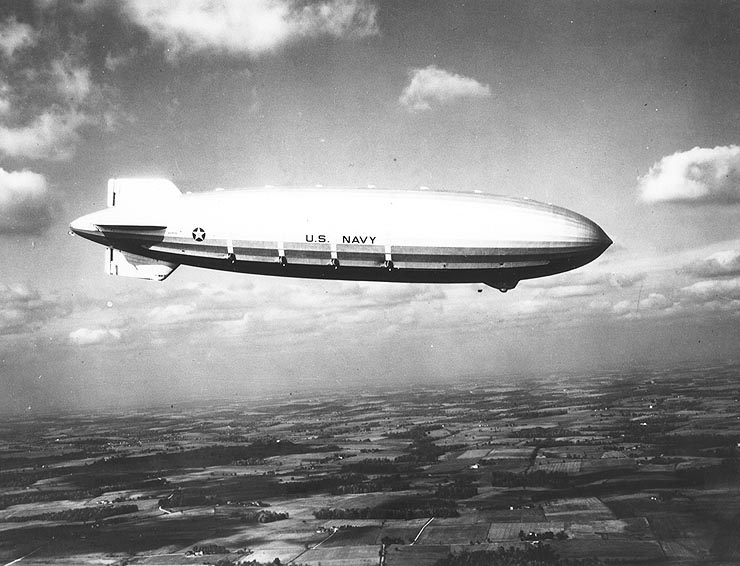
飛行中的阿克倫號，攝於1931年11月2日
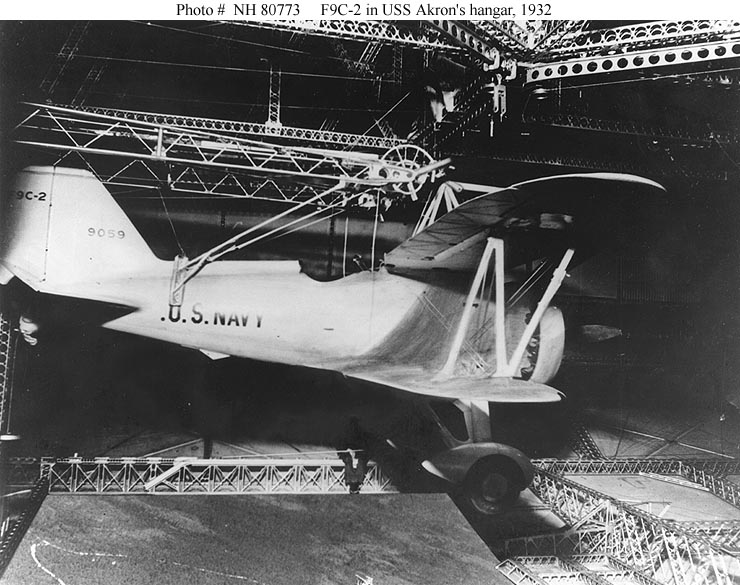
阿克倫號機庫中的F9C戰鬥機。
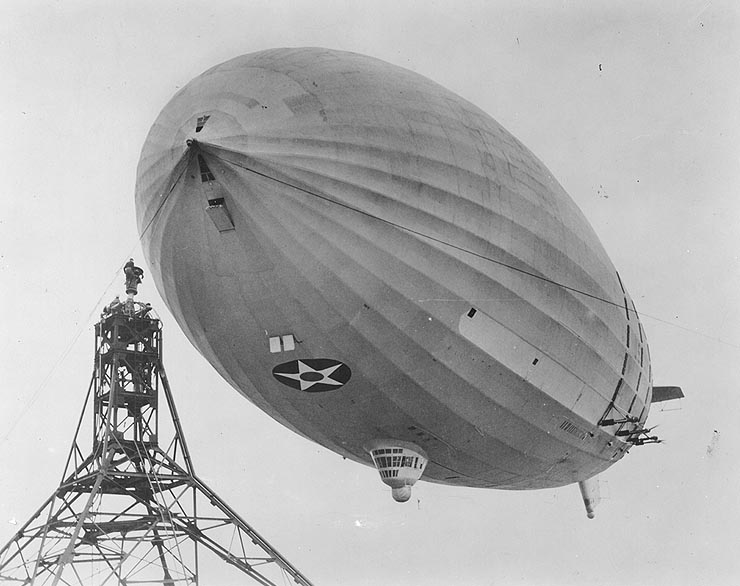
阿克倫號接近繫泊桅杆。

1931年11月3日，阿克倫號載著207名人員飛往華盛頓特區。這次飛行的目的是證明在緊急情況下，飛船能夠提供有限但快速的部隊空中運輸，尤其是適用於偏遠地區。在接下來的幾週內，阿克倫號進行了一系列飛行，總共飛行了約300小時。其中包括一次長達 46小時的耐力飛行，從阿克倫號的基地飛往阿拉巴馬州莫比爾後返回。返回旅程的過程則途經密西西比河和俄亥俄河的山谷。:47–49

### 參加搜尋活動（1932年1月）
1932年1月9日上午，阿克倫號從雷克赫斯特起飛參與一次搜救演習，該船隻與偵察艦隊一同行動。其航程覆蓋了北卡羅來納州海岸，越過大西洋尋找前往古巴关塔那摩湾的驅逐艦隊。其任務是追蹤並匯報他們的行動。然而，由於惡劣的天氣，阿克倫號在找到驅逐艦隊方面遇到了困難。儘管艦隊船員在東部標準時間12點40分時看到了飛船，但在當天未能與艦隊取得聯繫。
飛船在下午晚些時候轉向巴哈馬。在夜間向西北行進，但在午夜前不久改變了方向，轉向東南方。1月11日上午9點8分，阿克倫號終於成功找到了輕巡洋艦羅利號航空母艦和12艘驅逐艦，並在兩分鐘後確認了它們的位置。之後它又發現了另一支驅逐艦隊。早上10點左右，阿克倫號完成了任務，成功參與對偵察艦隊的初步測試。然而與使用無線電偵測設備和偵察機相比，阿克倫號的表現可能有所不足。:49–51
正如美國海軍航空歷史學家理查德·K·史密斯（Richard K. Smith）在他關於阿克倫號和梅肯號飛行航母的研究中所述，鑑於當時的天氣、飛行時間，阿克倫號飛行了超過3000英里（4800公里）的路線，考量到物資缺乏，以及當時航空導航的初級狀態，阿克倫號的表現令人驚訝。1932年時，世界上沒有任何軍用飛機可以在相同的情況下起飛並提供相同水準的表現。

### 第一次事故（1932年2月）
阿克倫號原定參加第十三次艦隊解難演習，但在1932年2月22日於雷克赫斯特發生了意外事件。當時將飛船從機棚移動時，飛船的尾部脫離了繫船柱，被風吹走並撞擊地面。這次意外導致了嚴重的損壞，特別是下翼鰭區域需要進行大修。此外，地面操作設備從主骨架上脫落也需進行額外修理。阿克倫號直到春季晚些時候才重新獲得飛行適航證。重新獲得適航證後，阿克倫號於4月28日進行了一次長達9小時的飛行，海軍少將莫菲特和海軍部長亞當斯也在船上。:53–55
由於這次意外事件，美軍開發一個帶有軌道行走梁的旋轉平臺，該設備由電礦機車驅動，用於固定尾部並在強風中轉動飛船，以便能夠將飛船拖入雷克赫斯特的大型機棚。

### 飛行航空母艦的實驗用途
1932年5月3日，重新飛行的阿克倫號在新澤西海岸巡航，艦上搭載了海軍上將喬治·C·戴和檢查與調查委員會，並首次測試了在飛行中處理飛機的「吊桿」裝置。執行該降落程序的海军航空兵分別是駕駛康索利達N2Y教練機的D·沃德·哈里根中尉和駕駛原型柯蒂斯XF9C-1雀鷹戰鬥機的霍華德·L·楊中尉。次日，阿克倫號進行了另一場展示飛行，這次搭載了美国众议院军事委员会的成員；哈里根和楊兩位中尉為眾成員展示了阿克倫號的飛機掛鉤能力。:55–56

### 第二次事故

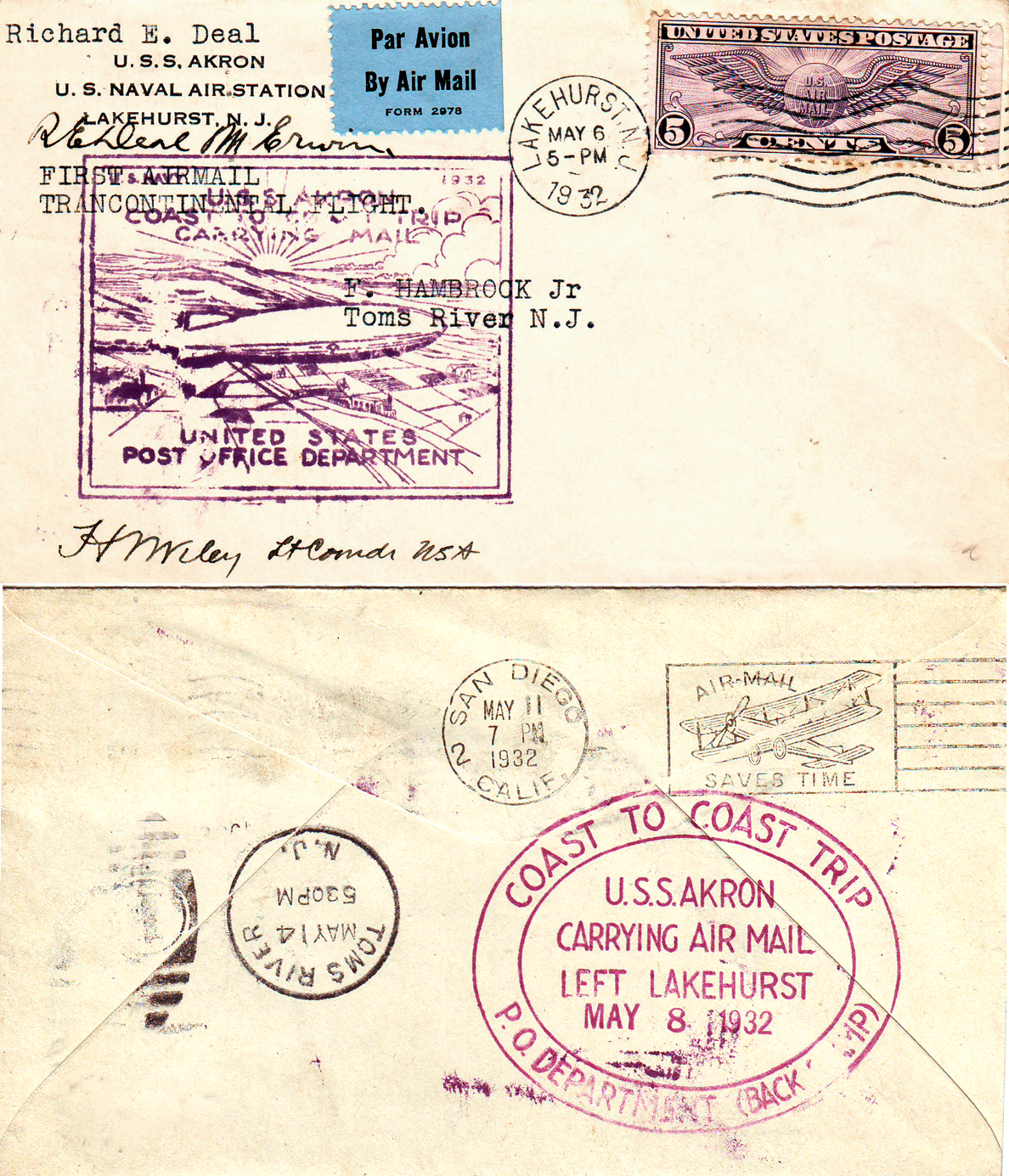
1932年5月「海岸到海岸」飛行中由阿克倫號攜帶的郵封，該信封尚有1933年4月飛船墜毀事故中三名倖存者的簽名。

在結束了這些試驗飛行後，阿克倫號於1932年5月8日從新澤西州的雷克赫斯特起飛前往西海岸。飛船沿著東海岸航行至喬治亞州，然後橫跨南方沿海州份，經過德克薩斯州和亞利桑那州。在前往加利福尼亚州陽光谷的途中，阿克倫號於5月11日上午抵達聖地牙哥卡尼營嘗試停靠。 然而，由於現場既沒有受過訓練的地面操作人員，也沒有專用的停靠設備，再加上跨州旅行中消耗的40短噸（36公噸）燃料使飛船變得輕盈，當船員開始進行停靠評估時，船內的氦氣已被陽光加熱而增加浮力，導致阿克倫號難以控制。

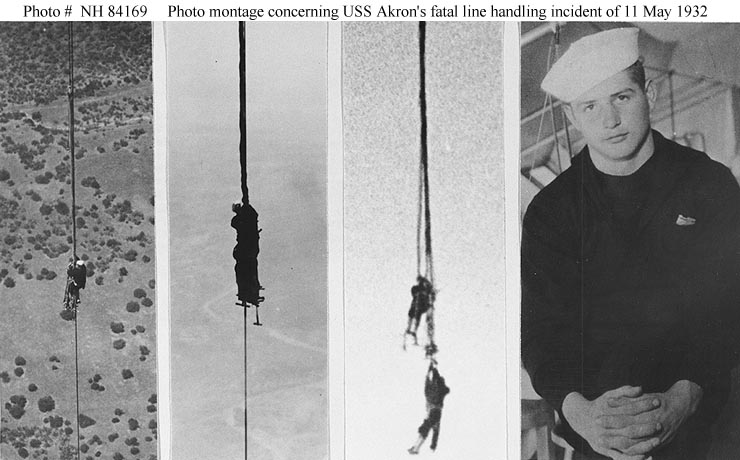
1932年5月11日事故當下的照片：左邊兩張和最右邊的照片是倖存海員考特的照片；右數第二張照片顯示亨頓和埃德索在他們墜落前的樣子。

為了避免飛船嚴重的「頭部上翹」，船員們在危機下切斷了繫船索，飛船隨後上升。大部分繫船人員——主要是來自聖地牙哥海軍訓練站的「新手」水手—放開了他們的繫船線，但有四人沒有放開。 其中一人在大約15英尺（4.6公尺）處放開，導致手臂骨折，而另外三人則被帶到高處。其中，飛行木工三等級羅伯特·H·埃德索爾和實習水手奈傑爾·M·亨頓很快便墜落身亡，實習水手C.M. “巴德”考特則緊緊抓住繫船線並將自己固定在上面，一小時後被吊到飛船上獲救 阿克倫號在當天稍晚停靠在坎普基爾尼，然後前往加州的陽光谷。這次事故的畫面出現在1979年由孫經典圖片製作的電影《災難邂逅》中。

### 西海岸航班

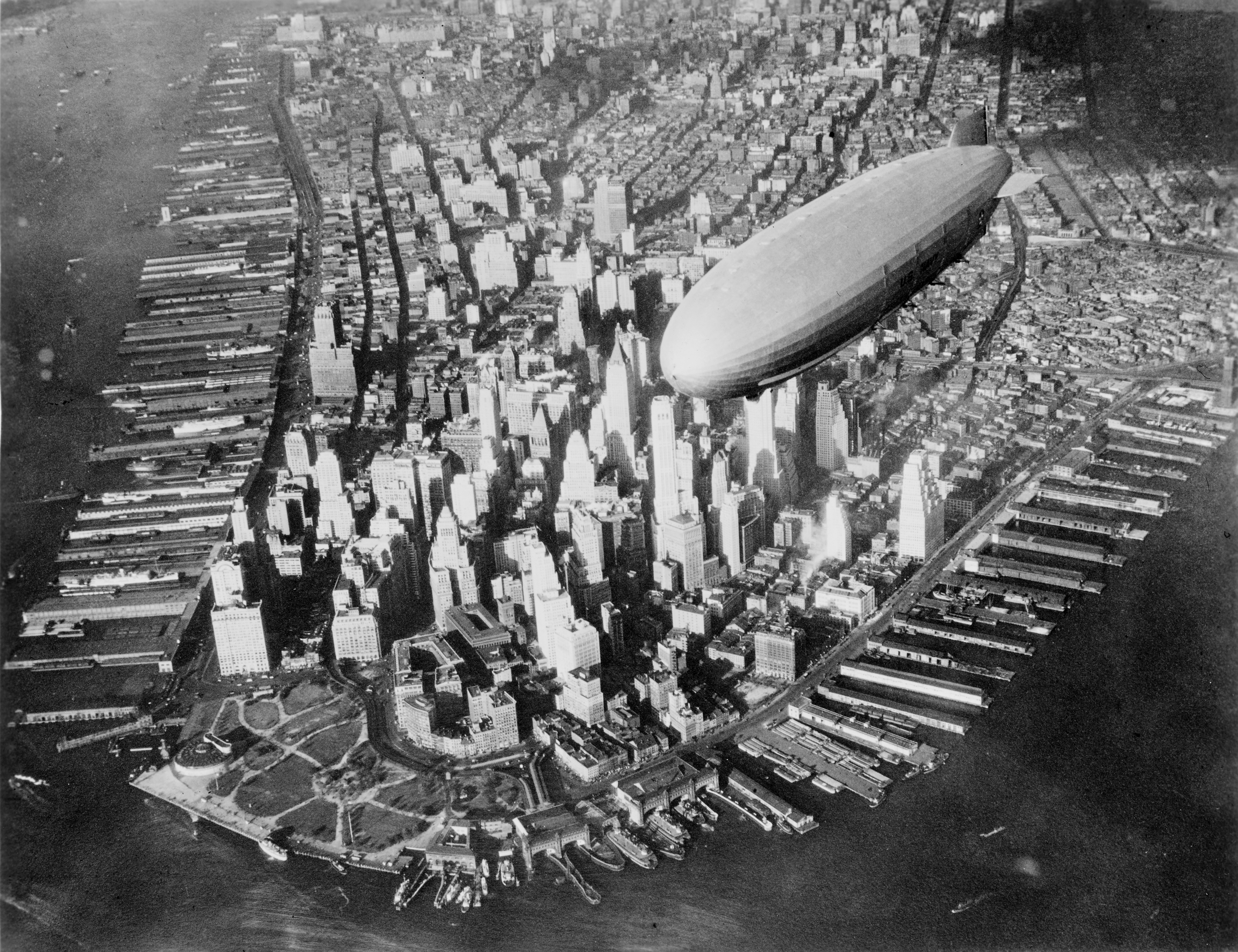
阿克倫號與曼哈顿下城。

在接下來的幾周，阿克倫號在美國西海岸進行了一系列的「旗艦展示」，甚至延伸到了美加邊界，並及時返回南方與偵察艦隊再次進行演習。作為「綠色部隊」的一部分，阿克倫號試圖定位「白色部隊」。儘管受到了「敵方」軍艦上的O2U海盜式偵察機的阻撓，但飛船僅在22小時內就找到了對手部隊，這一事實在之後的演習評估中並未被參與者忽視。:58–59
由於需要維修，阿克倫號於1932年6月11日從陽光谷出發前往新澤西州的雷克赫斯特。在回程途中，阿克倫號遭遇了不少困難，主要是由於不利的天氣條件，並且在穿越山脈時必須飛行在高壓高度。阿克倫號經歷了「漫長而有時危險」的飛行後，於6月15日抵達目的地。:61–62
進行了一段時間的航行維修後，阿克倫號在7月參與了尋找庫柳號遊艇的任務，該遊艇在比賽中未能按時到達百慕大。遊艇後來發現安全停泊在南塔克特。之後，飛船恢復了使用「吊鉤」設備捕捉飛機的操作。海軍上將莫菲特再次於7月20日登上阿克倫號，隔天，由於暴風雨延誤了飛船返程，他後來搭乘阿克倫號的N2Y-1返回雷克赫斯特。:65–66
1932年夏天，阿克倫號進入職業生涯的新階段，包括進行密集「吊鉤」設備和完整的F9C-2飛機的革命性實驗。進入這一新階段的關鍵因素包括新任指揮官阿爾傑·德雷塞爾上校的決策。:63–65

### 第三次事故（1932年8月）
另一起事故在8月22日阻礙了訓練，當時阿克倫號的尾翼在提前命令開始拖動飛船出泊艙圈後，卡在萊克赫斯特的大型1號機棚中的一根樑上。然而，快速修復使1932年最後三個月期間又進行了八次以上的大西洋飛行。這些操作包括了對吊架和F9C-2飛機的密集訓練，以及對瞭望和炮組的操練。:66–67
所執行的任務包括維持兩架飛機在阿克倫號兩翼上巡邏和偵察。在1932年11月18日的七小時期間，飛船和三架飛機搜索了一個寬100英里的區域。:66–67

### 返回艦隊

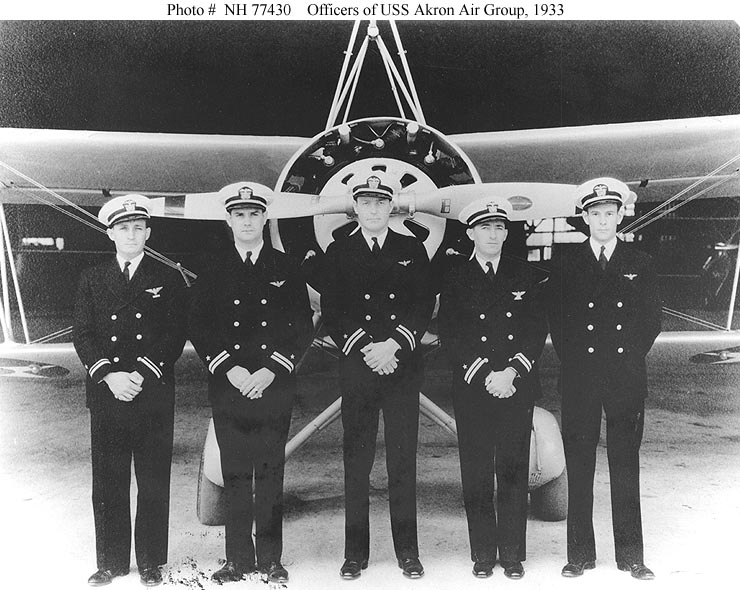
阿克倫號航空隊的飛行員官員，1933年（從左至右）：羅伯特·W·勞森少尉、哈羅德·B·米勒少尉、弗雷德里克·M·特拉普內爾少尉、霍華德·L·楊少尉、弗雷德里克·N·基維特少尉。

1932年剩餘的時間，阿克倫號在萊克赫斯特進行本地操作，準備重新開始與艦隊合作。1933年1月3日下午，弗蘭克·C·麥考德指揮官接替德雷塞爾成為阿克倫號的信任揮官，後者成則為阿克倫號姊妹船梅肯號的首任指揮官，當時梅肯號的建造工作幾乎完成。幾小時內，阿克倫號沿著東海岸向南行進前往佛羅里達州，1月4日，在邁阿密附近的海軍後備航空基地奥帕洛卡加油後，次日前往關塔那摩灣視察基地站。這時，N2Y-1飛機用來提供空中「計程車」服務，往返運送視察隊的成員。:73
不久之後，阿克倫號返回萊克赫斯特進行本地操作，這期間因為為期兩週的維修和惡劣天氣而被中斷。三月期間，它與F9C-2s航空單位進行了密集的訓練，包括磨練掛鉤技巧。在操作過程中，阿克倫號於1933年3月4日飛越華盛頓特區，當時富兰克林·德拉诺·罗斯福首次宣誓就任美國總統。:74
3月11日，阿克倫號離開萊克赫斯特前往巴拿馬，中途短暫停留在奧帕洛卡，然後前往巴爾博亞，視察隊在當地查看了一個潛在的空軍基地站。並在北上返回期間，再次停留在奧帕洛卡本地操作訓練炮組，N2Y-1s作為目標，3月22日，飛船啟程前往萊克赫斯特。:74–75

## 沈沒事故
|  |

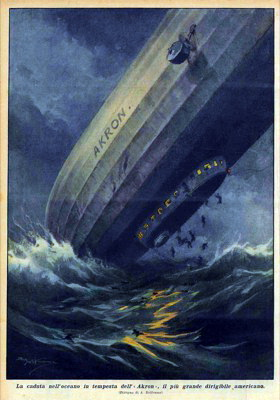
描繪阿克倫號災難的插畫圖

1933年4月3日晚間，阿克倫號離開了停泊桅杆沿著新英格蘭海岸線運行，協助校準無線電方向探測站。隨行人員包括再次登船的海軍上將莫菲特，他的副官巴頓·塞西爾指揮官、萊克赫斯特海軍航空站的指揮官弗雷德·T·貝瑞以及美國陸軍預備役中校阿爾弗雷德·F·馬修里。其中馬修里中校是海軍上將的客人，他也是麥克卡車公司的副總裁，並且強烈支持硬式飛船在民間領域的潛在用途。:77–78
隨著下午19時28分起飛，阿克倫號很快遇到濃霧和惡劣天氣，當飛艇於22時00分經過新澤西州巴內加特的燈塔時，天氣依然沒有改善。根據理查德·K·史密斯的說法：「阿克倫號上的人們不知道他們正在飛行的前方，是一場十年來席捲北大西洋各州最猛烈的風暴前沿，它很快就會將他們包圍。」，不久後，阿克倫號被濃霧包圍，增加的閃電和大雨導致極度動盪。
上午00時15分，阿克倫號開始急劇從空中下降至1100英尺（340米），傾倒壓載穩定了飛艇在700英尺（210公尺），然後重新上升至1600英尺（490公尺）的巡航高度。然而，第二次的猛烈下沉使得阿克倫號以每秒14英尺（4.3米/秒）的速度下沉。著陸站連忙通知機組人員，飛艇尾部朝下下降。最終，下部穩定翼觸及海面，海水進入穩定翼並將尾部拉入水中。發動機將飛艇拉高至前端朝上的姿態，阿克倫號因而失速墜入海中。:78–80
在大西洋的風暴中，阿克倫號迅速解體並沉沒。附近的德國商船菲比號的船員在00時23分左右看到了有燈光下降至海洋，隨後改變航向至右舷以前往該地區進行調查。菲比號的船長認為他目擊到了一架航空事故。00時55分，副船長海軍中校赫伯特·V·懷利從水中被救起，而該船的救生艇則救起了另外三名男子：包括首席無線電技師羅伯特·W·科普蘭，二等船員理查德·E·迪爾和二等航空金屬工穆迪·E·歐文。儘管進行了人工呼吸，科普蘭仍然沒有恢復意識，並在菲比號上去世:80。德國水手還在水中看到另外四五人，中校懷利被救起後半小時才恢復意識。菲比號的船員持續在海上駕駛小艇搜尋了超過五小時，但沒有找到更多的生還者。海軍的J-3飛船也參與了搜救，但也在強勁的風暴中墜毀，導致機上的兩名駕駛員喪生。
美國海岸警衛隊的塔克號驅逐艦是第一艘抵達現場的美國船隻，它在上午06時到達，接載了飛艇的生還者和科普蘭的屍體。參與搜尋生還者的其他船隻包括波特蘭號重型巡洋艦、高爾號驅逐艦、海岸警衛隊巡邏艇莫哈韋號、海岸警衛隊驅逐艦麥克杜格爾號和亨特號，以及兩架海岸警衛隊飛機。麻薩諸塞州格洛斯特的漁船格雷斯號也協助搜尋，使用圍網裝備試圖找回屍體。大部分的傷亡是由於溺水和失溫引起的，因為機組人員沒有配備救生衣，且沒有時間部署唯一的救生筏。這次事故導致73人死亡，只有三人倖存。懷利與另外兩名倖存者站在一起，在4月6日作了簡短的報告。

### 後果

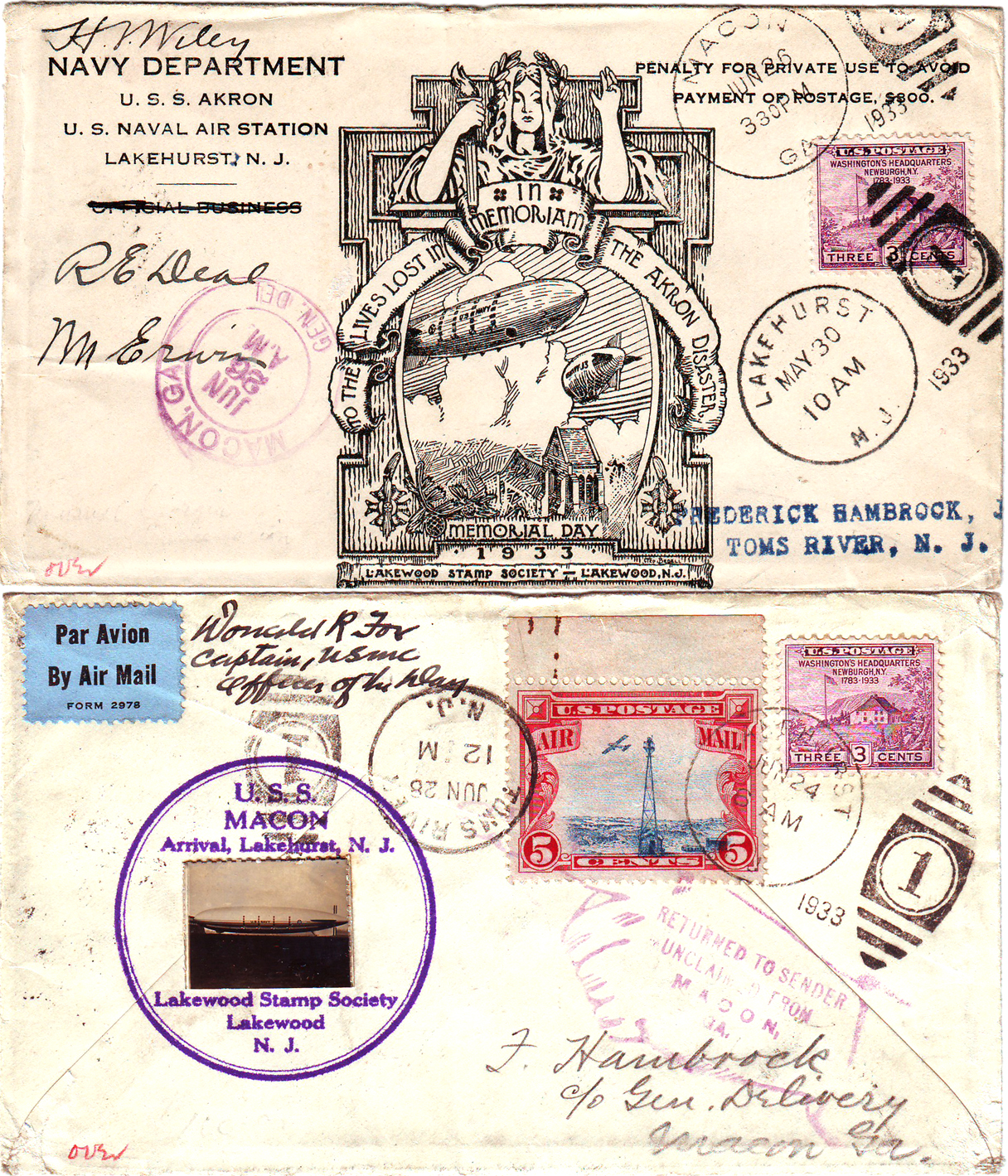
郵戳蓋有1933年紀念日戳記的美國海軍阿克倫號懲罰封，上面由其唯一的3名倖存者簽名，並於6月24日在萊克赫斯特蓋章，這是梅肯號首次抵達當地的日期。

阿克倫號的悲劇標誌著美國海軍剛性飛艇時代的終結，尤其其中一位主要支持者，海軍上將威廉·A·莫菲特為事件的遇難者之一。羅斯福總統對此事件表示：「阿克倫號連同她勇敢的官員和船員的損失是國家災難。我與全國人民一起悲傷，特別是與失去親人的妻子和家庭一起。船隻可以被取代，但國家難以承受失去像海軍上將威廉·A·莫菲特這樣的人物，以及與他一起捍衛美國海軍最高傳統的船員。」阿克倫號的損失被認為是歷史上任何飛艇事故中最大的生命損失。
此後，梅肯號和其他飛艇配備了救生衣，以避免這一悲劇的重演。當梅肯號在1935年的風暴中受損並在降落海中後沉沒時，72名船員中的70名得以獲救。詞曲創作者鮑勃·米勒在災難發生後一天內寫下並錄製了一首歌，《阿克倫號的墜毀》。在2003年，美國潛艇NR-1調查了殘骸現場並對阿克倫號的支架進行了聲納成像。

## 評價
理查德·K·史密斯認為，阿克倫號從未有機會展現其真正的能力。一開始它被設計為艦隊的偵察機，類似於德國海軍在第一次世界大戰期間使用齊柏林飛船的方式。飛船上的飛機被視為輔助工具，能夠擴展偵察視野或保護免受敵機的攻擊。然而，隨著對飛船和偵察艦隊操作的進一步熟悉，這種觀念逐漸被推翻。飛船和梅肯號被重新定位為航空母艦，其主要任務是運載偵察機，並支援其飛行。母船本身應該保持低調，避免暴露在敵方水面單位的視線中，僅作為飛機的移動基地。飛機應該執行所有實際的搜索工作。儘管任何航母都能做到這一點，但只有飛船能夠以更快的速度快速抵達現場或在兩翼之間切換。然而，飛船是一艘實驗船，一個原型，需要時間來發展理論和適當的戰術。同時，還需要時間來發展導航、控制和協調偵察機的技術。起初，發展受到不完善的無線電設備和偵察飛行員在其狹小的開放式駕駛艙中進行導航、偵察和通訊時遇到的困難所阻礙。
然而，一些政客、高級軍官和部分媒體似乎更傾向於認為飛船實驗失敗，而不願考慮證據。甚至在海軍航空局內部，也有許多人反對在單一資產上投入如此多的資金。史密斯還指出，海軍內外的政治壓力導致這艘船在嘗試過多任務時過於心急。 似乎沒有考慮飛船本身即為一個原型實驗系統，其使用的戰術正在不斷發展的狀態。結果則因飛船在艦隊演習的表現未達到一些人的期望，給人一種過於誇張的印象，認為這艘船過於脆弱，未能展示其優點。